# سلینا کایل (بازگشت بتمن)
سلینا كایل ، معروف به زن گربه ای ، شخصیتی خیالی است كه در فیلم ابرقهرمانانه بازگشت بتمن تیم برتون در سال ۱۹۹۲ ظاهر می شود . نقش ضد قهرمان زن گربه ای را میشل فایفر بازی کرده است.
زن گربه ای اغلب یکی از بهترین بازی های فایفر در نظر گرفته می شود ، حتی اگر او آن را یکی از ناراحت کننده ترین کارهای خود قلمداد می کرد ، به دلیل ناراحتی و مهار مهمی که هنگام پوشیدن لباس متحمل شده است. هنگامی که بازگشت بتمن در ژوئن ۱۹۹۲ اکران شد ، این اجرا باعث تحسین منتقدان و تحسین های فراوان شد و به طور مداوم به عنوان بزرگترین تصویر زن گربه‌ای در تمام دوران توسط منتقدان و طرفداران شناخته می شود.

## شخصیت
پس از آنکه سلینا به طور تصادفی از نقشه شرک برای ساخت نیروگاهی که باعث سرقت برق گاتهام می شود ، پی برد ، شرك با هل دادن وی از پنجره دفتر خود سعی در قتل وی دارد. او پس از سقوط می میرد و توسط گروهی از گربه های کوچه که دور او جمع می شوند و انگشتانش را می خزند ، به طرز مرموزی زنده می شود. وقتی به خانه برمی گردد ، دچار یک روان پریشی می شود و زن گربه‌ای می شود.
او به عنوان بخشی از برنامه بزرگتر خود برای نابودی شرک ، با پنگوئن ( دنی دیویتو ) که توجه بتمن ( مایکل کیتون ) را به خود جلب می کند متحد می شود. در همین حال ، او رابطه ای را با بروس وین آغاز می کند ، در ابتدا نمی داند که او بتمن است. در اوج فیلم ، زن گربه‌ای سعی می کند شرک را بکشد. گرچه شرك چند بار به او شلیك كرد ، اما نتوانست او را بكشد. وی سپس شرک را در حالی که بر روی کابل برق در معرض قرار گرفته بود ، با بوسیدن او با مزه در دهان خود می کشد. انفجاری رخ می دهد ، اما پس از آن ، بتمن فقط جسد سوخته شرك را پیدا می كند. همانطور که بعدا فرستنده بتمن در آسمان شب می درخشد ، زن گربه‌ای دیده می شود که از دور تماشا می کند.
در فیلم زن گربه ای ، عکس کایل در میان عکسهای "بانوان گربه" سابق نشان داده شده است که توسط پپرسیون فیلیپس ( هلی بری ) هنگام بازدید از پژوهشگر عجیب اوفلیا پاورز ( فرانسیس کانروی ) مشاهده شده است.
طبق مقاله روزنامه جایگزین که توسط الکساندر ناکس ( رابرت وول) خوانده شد ، کایل بعد از پیوستن دوباره به بروس وین علناً با او درگیر شد.